# John Vidal
John Vidal (fl. 1727) fou un pirata menor americà d'origen irlandès que treballà durant uns pocs anys prop de Ocracoke Inlet, a Carolina del Nord. L'acompanyava la família Farley amb ell, de la que destaca Martha Farley, una de les poques dones jutjades per pirateria a Amèrica.
El maig de 1727, van liderar una sèrie d'atacs tant a un naufragi com a uns quants vaixells petits, entre ells la goleta Anne i Francis, a prop d'Ocracoke Inlet, en una piragua. La seva tripulació es trobava composta per la familia Farley (Martha i Thomas Farley i els seus dos fills), i dos pirates més, Edward Coleman i Thomas Allen 
Vidal es trobava en un vaixell de rem amb tres presoners que havia capturat quan aquests el van dominar i el van lliurar a les autoritats locals. Thomas Farley va escapar i es desconeix el seu destí final. Coleman i Allen van ser capturats mentre eren a terra després que els residents locals informessin sobre ells.
Carolina del Nord no tenia cap Tribunal d'Almiralitat per jutjar pirates, però el governador Richard Everard va acceptar transferir-los a Williamsburg, Virgínia per a que s'enfrontéssin a un tribunal de vicealmiralitat. El judici va començar el 15 d'agost de 1727. Els dos còmplices de Vidal van ser declarats culpables i penjats, mentre que l'execució de Vidal es programà per a més endavant. Per la seva banda, Marta Farley fou absolta.
El governador de Virgínia, Robert Carter, va concedir una pròrroga a Vidal. Va escriure sobre ell a Everard: "T'he de dir que sent poca compassió per persones convictes per aquest crim... Sembla molt clar, pel testimoni contra ell, així com la resta, que el seu cor estava completament preparat per perpetrar la més negra de les vilanies, Si bé els designis li auguraven una manca total d'èxit."
El recent anomenat tinent de governador de Carolina del Nord, William Gooch, va escriure a Anglaterra en nom de Vidal després que els seus assessors suggerissin que la concessió de clemència seria una bona manera de començar el seu mandat. Es va suspendre l'execució i el setembre de 1727 Vidal va ser indultat.